# Monpoint Jeune
Monpoint Jeaune, född 1830 i Cap-Haïtien, död 12 september 1905 i Cap-Haïtien, var president i den provisoriska regeringen i Haiti 23 augusti-17 oktober 1889.